# François de Susbielle
Pour les articles homonymes, voir Susbielle.
François, baron de Susbielle (4 octobre 1779, Saint-Pierre - 12 juillet 1841, Monaco), est un officier général français.

## Biographie
Fils d'un huissier au siège de l'amirauté du Fort Saint-Pierre, il s'engage le 9 janvier 1791 et passe successivement lieutenant en 1798, capitaine en 1800, chef de bataillon en 1807 et major en 1811.
Colonel le 2 juillet 1813, il commande le 17e régiment d'infanterie en 1813, puis la Légion de Vaucluse de 1816 à 1823.
C'est durant cette période qu'il prend en chasse l'aubergiste Claude Tabaret 52 ans sous le coup d'une inculpation pour avoir participé à la conspiration de Grenoble.
Une plaque commémorative rappelle l'accrochage hameau des Mouraux à Saint-Hilaire-du-Rosier.
(JOURNAL DU PALAIS - Jurisprudence Française - Tome XV - 1819-juin 1820 - page 199)
Il est promu maréchal de camp le 3 juillet 1823. Il commande la 2e brigade à Cadix et à Madrid.
Il reçoit du roi Louis XVIII le titre de baron héréditaire par lettres patentes du 12 octobre 1822.
Il est le père du général Bernard de Susbielle et le grand-père du général Adolphe Roger de Susbielle.

### Sources
- Henry Dumolard, Autour de Stendhal: Stendhal et la politique.--Un personnage de Lucien Leuwen: le véritable docteur du Poirier.--En marge de Le rouge et le noir: a) Mgr de Besançon et son grand vicaire; b) Le paysan tué sur un toit. (D'après des documents inédits), 1932